# Salamander (Schiff, 1883)
Die Salamander war das neunte Schiff der Wespe-Klasse, einer Klasse von insgesamt elf Panzerkanonenbooten der Kaiserlichen Marine, die für die Verteidigung der deutschen Nord- und Ostseeküste konstruiert wurde.

## Bau und Dienstzeit
Die Salamander wurde, wie ihre Schwesterschiffe, auf der Bremer Werft AG Weser gebaut. Die Arbeiten am Schiff begannen im Jahr 1879. Der Stapellauf erfolgte am 6. Januar 1880, und am 11. Oktober 1880 wurde das Schiff an die Marine übergeben.
Die Salamander wurde am 4. September 1883 erstmals in Dienst gestellt, um Probefahrten durchzuführen, die fünf Tage dauerten. Der erste aktive Einsatz erfolgte 1885. Am 20. August in Dienst gestellt, gehörte das Schiff zu einer gemeinsam mit den Schwesterschiffen Wespe, Viper und Mücke gebildeten Division, die an Übungen der Flotte teilnahm. Nach deren Ende wurde die Salamander, wie damals üblich am 14. September wieder außer Dienst gestellt und gehörte dann als Beischiff zur Reserve-Division der Nordsee.
1886 erfolgte eine Indienststellung vom 11. Mai bis zum 9. Juni für Verbandsübungen gemeinsam mit dem Flaggschiff Mücke sowie der Viper und der Camaeleon. In den Jahren 1887 bis 1889 wurde das Schiff jeweils im August und September gemeinsam mit der Flottille für die Herbstmanöver der Flotte herangezogen, ebenso im Jahr 1891. Lediglich 1890 wurden nur Manöver im Verband durchgeführt.

## Verbleib
Die Salamander wurde nach 1891 nicht wieder aktiviert und verblieb bis 1909 im Reservezustand. Am 28. Juni 1909 wurde sie aus der Liste der Kriegsschiffe gestrichen und ein Jahr später für 52.000 Mark nach Düsseldorf zum Abwracken verkauft. Auf der Überführungsfahrt geriet das Schiff in einen schweren Sturm und strandete vor der niederländischen Küste etwa 1 sm südlich von Castricum-aan-Zee auf der Position 52° 33′ 6,5″ N, 4° 36′ 11,7″ O. Das in zwei Teile zerbrochene Wrack widerstand mehreren Bergungsversuchen kurz nach der Strandung und noch nach dem Zweiten Weltkrieg. 1936 wurden die Aufbauten abgebrochen, der Rumpf verblieb an der Strandungsstelle. Er ist auf Satellitenfotos gut zu erkennen und soll bei ruhigem Wetter und sehr niedrigem Wasserstand auch vom Strand aus sichtbar sein. Das Wrack wird im Sommer als Gefahrenstelle markiert.

## Kommandanten
| 4. bis 9. September 1883          | Kapitänleutnant Eugen Wallis         |
| 20. August bis 14. September 1885 | Leutnant zur See Paul Cossmann       |
| 11. Mai bis 9. Juni 1886          | Kapitänleutnant Freiherr von Sohlern |
| 16. August bis 14. September 1887 | unbekannt                            |
| 15. August bis 15. September 1888 | Kapitänleutnant Max Goecke           |
| 13. August bis 11. September 1889 | Kapitänleutnant Friedrich Vüllers    |
| 13. August bis 20. September 1890 | Kapitänleutnant Paul Walther         |
| 4. August bis 22. September 1891  | Kapitänleutnant Gerhard Meyer        |